# إيرفينغ مورو
إيرفينغ مورو (بالإنجليزية: Irving Morrow)‏‏ (1884 - 1952) مهندس معماري أمريكي شارك في بناء جسر البوابة الذهبية في سان فرانسيسكو. دعاه جوزيف شتراوس في عام 1930 لدراسة بنية جسره المعلق (جسر البوابة الذهبية)، لانه لم يسبق له تنفيذ سوى منشآت على البر.
صمم مورو منحوتات لتزيين جسر البوابة الذهبية، كما اختار اللون الشهير للجسر «البرتقالي الدولي».